# Mark Warnecke
Mark Warnecke (Bochum, 15 februari 1970) is een voormalig topzwemmer uit Duitsland, die in de herfst van zijn carrière verraste door de wereldtitel op de 50 meter schoolslag op te eisen bij de wereldkampioenschappen langebaan (50 meter) in Montreal. Met zijn op dat moment 35 jaar groeide de gediplomeerde arts terstond uit tot de oudste wereldkampioen uit de geschiedenis van het evenement, dat zijn eerste editie beleefde in 1973.
Warnecke is echter vooral een korte-afstandsspecialist, vooral op de schoolslag. Op de kortebaan (25 meter) werd hij in 1995 voor het eerst wereldkampioen op de 100 meter schoolslag. Bij de Olympische Spelen van 1996 in Atlanta won hij de bronzen medaille op diezelfde afstand. Zijn internationale debuut maakte hij bij de Europese kampioenschappen langebaan van 1989 in Bonn, met de achtste plaats op de 100 school. Hij beëindigde zijn loopbaan bij de Duitse kampioenschappen in 2007.